# Гітара (фільм, 2008)
«Гітара» (англ. The Guitar) — американський фільм-драма 2008 року, поставлений режисеркою Емі Редфорд.

## Сюжет
Мел Вайлдер (Саффрон Берроуз) хвора на неоперабельний рак гортані. За словами лікаря їй залишається жити не більше двох місяців. Запізнившись після цього на роботу, Мел дізнається, що її звільнили. Подзвонивши своєму бойфренду Бретту, вона наполягає на скорій зустрічі, щоб повідомити про свій діагноз. Але, не вислухавши її, він пропонує розлучитися.
Мел намагається не сумувати. Кинувши свою скромну квартиру в підвалі будинку і знявши заощадження у банку, вона орендує апартаменти з видом на набережну і планує провести залишок життя у розкоші. Уві сні Мел згадує про мрію дитинства — бажання навчитися грати на електрогітарі, яке вона ще встигне здійснити.

## У ролях
| Саффрон Берроуз  | ···· | Мелоді Вайлдер           |
| Ісаак Де Банколе | ···· | Роско Васц, вантажник    |
| Пас де ла Верта  | ···· | Констанс «Кукі» Клементі |
| Міа Кукан        | ···· | молода Мел               |
| Адам Трезі       | ···· | містер Лаффс             |
| Джанін Гарофало  | ···· | доктор Мюррей            |
| Білл Кемп        | ···· | Па Вайлдер               |
| Оуен Маккарті    | ···· | співак Everyothers       |
| Джоель Кеннон    | ···· | гітарист Everyothers     |
| Бен Торо         | ···· | басист Everyothers       |

## Знімальна група
- Автор сценарію — Амос По
- Режисер-постановник — Емі Редфорд
- Продюсери — Геярд Коллінз, Боб Джейсон, Амос По, Емі Редфорд, Бред Зіонс
- Асоційований продюсер — Майкл Дж. Броді
- Співпродюсер — Гед Дікерсин
- Композитор — Девід Менсфілд
- Оператор — Боббі Буковськи
- Монтаж — Девід Леонард
- Підбір акторів — Еві Кауфман
- Художник-постановник — Марла Вайнгофф
- Художник по костюмах — Ерік Даман, Келлі Берні
- Художник по декораціях — Келлі Берні

## Відгуки
Фільм отримав змішані відгуки кінокритиків. На сайті Rotten Tomatoes у стрічки 33% позитивних рецензій з 18.

## Визнання
| Нагороди та номінації фільму «Гітара» | Нагороди та номінації фільму «Гітара»                | Нагороди та номінації фільму «Гітара» | Нагороди та номінації фільму «Гітара» | Нагороди та номінації фільму «Гітара» | Нагороди та номінації фільму «Гітара» |
| Рік                                   | Кінофестиваль/кінопремія                             | Категорія/нагорода                    | Номінант                              | Результат                             |                                       |
| ------------------------------------- | ---------------------------------------------------- | ------------------------------------- | ------------------------------------- | ------------------------------------- | ------------------------------------- |
| 2008                                  | Кінофестиваль у Карлових Варах                       | Кришталевий глобус                    | Емі Редфорд                           | Номінація                             |                                       |
| 2008                                  | Міжнародний кінофестиваль у Вальядоліді              | Золотий колос                         | Гітара                                | Номінація                             |                                       |
| 2008                                  | 38-й Київський міжнародний кінофестиваль «Молодість» | Сонячний зайчик                       | Гітара                                | Перемога                              |                                       |